# 山本雅子
山本 雅子（やまもと まさこ、1972年10月15日 - ）は、日本の女優、声優。大阪府出身。身長163.5cm。血液型はA型。無名塾、株式会社仕事所属。

## 来歴・人物
1991年に無名塾に入塾（15期生）。仲代達矢・宮崎恭子夫妻は入塾にあたり、「（ウージェーヌ・イヨネスコの）レッスン（授業）やるならこの子だね」と話したという。
1996年より1999年までNHKの歴史番組「堂々日本史」のレポーターを勤める。2000年4月、桜井秀俊（真心ブラザーズ）と結婚。
特技はダンス。趣味は読書、ジョギング、書道、マラソン（1992年ホノルルマラソン完走）。資格は普通自動車免許。

## 出演作品

### 舞台
- リチャードIII世（1996年、無名塾　作：ウィリアム・シェークスピア）-　ヨーク王子
- 森は生きている（2003年、無名塾）-　王女
- わが町（1998年、無名塾）-　王女
- マクベス（2003年、無名塾）-　魔女
- 友達（2010年、無名塾）-　長女
- 授業（2013年、無名塾　作：ウージェーヌ・イヨネスコ　演出：林清人）-　生徒
- 小さいエヨルフ（2015年、無名塾　作：ヘンリク・イプセン）
- かもめ（2017年、無名塾） - ニーナ
- 肝っ玉おっ母と子供たち（2017年、無名塾） - 末娘カトリン
- とにもかくにも（まほろばの会）
- こんなコトでどうかしら（東京オリジナルブレンド）

### テレビドラマ
- はるちゃん（東海テレビ）
- ガラスの仮面2 第5話・第6話（1998年5月11日・5月18日、テレビ朝日）
- ドラマWスペシャル 學（2012年1月1日、WOWOW） - 風間ゆり子 役
- 相棒 season13 第10話「ストレイシープ」（2015年1月1日、テレビ朝日） - 粕谷栄子 役

### テレビ番組
- 笑顔がいちばん!（レポーター）
- 堂々日本史（レポーター）
- ニッポンときめき歴史館（レポーター）
- ビジネスズームアップ（レポーター）

### VP
- この街で暮らしたい

### 映画
- 金融腐蝕列島〔呪縛〕（1999年）

### 吹き替え

#### 映画
- アクシデンタル・スパイ（ヨン〈ビビアン・スー〉）※DVD版
- ザ・ブギーマン Resurrection
- 沈黙の標的
- フランケンシュタイン（エリザベス）
- マルホランド・ドライブ（ベティ・エルムス＝ダイアン・セルウィン〈ナオミ・ワッツ〉）
- みなさん、さようなら（ナタリー）
- レジェンド・オブ・ヒーロー/中華英雄（潔瑜〈クリスティ・ヨン〉）

#### ドラマ
- ER緊急救命室
  - シーズン5・6（ルーシー・ナイト〈ケリー・マーティン〉）
  - シーズン15（ケリー・タガート〈シャノン・ウッドワード〉）
- WITHOUT A TRACE/FBI 失踪者を追え!（メーガン・サリバン #89、メグ・プルイット #115）
- 宮廷女官チャングムの誓い（ホンイ）
- 恋するマンハッタン
- チェオクの剣（スミョン）
- ザ・ホワイトハウス4（エルシー・スナッフィン）
- 名探偵ポワロ 複数の時計（シーラ・ウェブ）
- 名探偵モンク
- Major Crimes 〜重大犯罪課（エマ）

### テレビアニメ
- 名探偵コナン（2002年、ローズ・ヒューイット）